# Католический университет Судана
Католический университет Судана (англ. The Catholic University of Sudan (CUoS)) — частное высшее образовательное заведение, находящееся сегодня в Южном Судане. Католический университет Судана является одним из четырёх ныне существующих университетов в Южном Судане.

## История
Основание католического университета в Судане инициировал в 2003 году архиепископ Хартума кардинал Габриэль Зубейр Вако. В 2007 году Конференция католических епископов Судана назначила иезуита Михаэля Шультхайза, который ранее руководил Католическим университетом Ганы, президентом Католического университета Судана.
Католический университет Судана, руководимый католическим монашеским орденом иезуитов, был учреждён в сентябре 2008 года Министерством образования, науки и технологий автономного правительства Южного Судана.
Михаэль Шультхайзер в 2009 году совместно с иезуитским университетом имени Алоиза Гонзаги в Спокане (штат Вашингтон) и при поддержке американского агентства по международному развитию организовал в Джубе факультеты социальных и гуманитарных наук. С 2010 года в городе Вау действуют факультеты сельскохозяйственных и технических наук. В Хартуме Махаэль Шультхайз основал колледж имени святого Даниэле Комбони по изучению информатики, .